# Tellervo ishmoides
Tellervo ishmoides är en fjärilsart som beskrevs av Moore 1883. Tellervo ishmoides ingår i släktet Tellervo och familjen praktfjärilar. Inga underarter finns listade i Catalogue of Life.